# Semiothisa achetata
Semiothisa achetata fue una división taxonómica para una especie de polilla perteneciente a la familia Geometridae, descrita por el entomólogo francés Achille Guenée en 1858. El nombre fue borrado del Global Biodiversity Information Facility en noviembre de 2022. En algunas bases de datos es puesta como sinonimia de Macaria achetata, con distribución en América del Sur y Centroamérica.